# Occidryas helvia
Occidryas helvia är en fjärilsart som beskrevs av Samuel Hubbard Scudder 1869. Occidryas helvia ingår i släktet Occidryas och familjen praktfjärilar. Inga underarter finns listade i Catalogue of Life.